# Kostel svatého Víta (Příchovice)
Kostel svatého Víta v Příchovicích je římskokatolický farní kostel stojící na návsi ve středu obce Příchovice u Kořenova při silnici. Novorománská sakrální stavba z roku 1862 je od roku 1963 chráněna jako kulturní památka.

## Historie

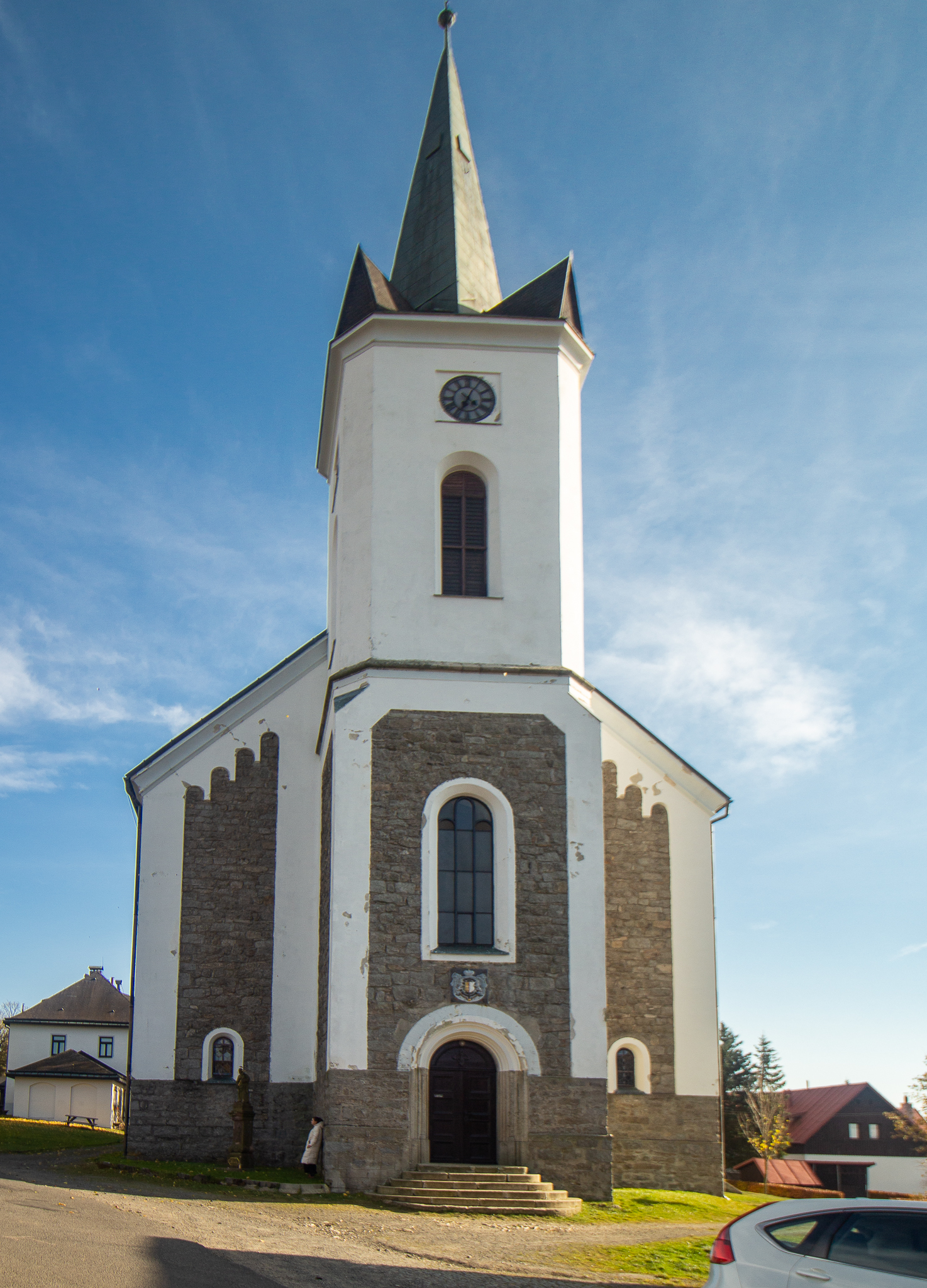
Průčelí kostela sv. Víta

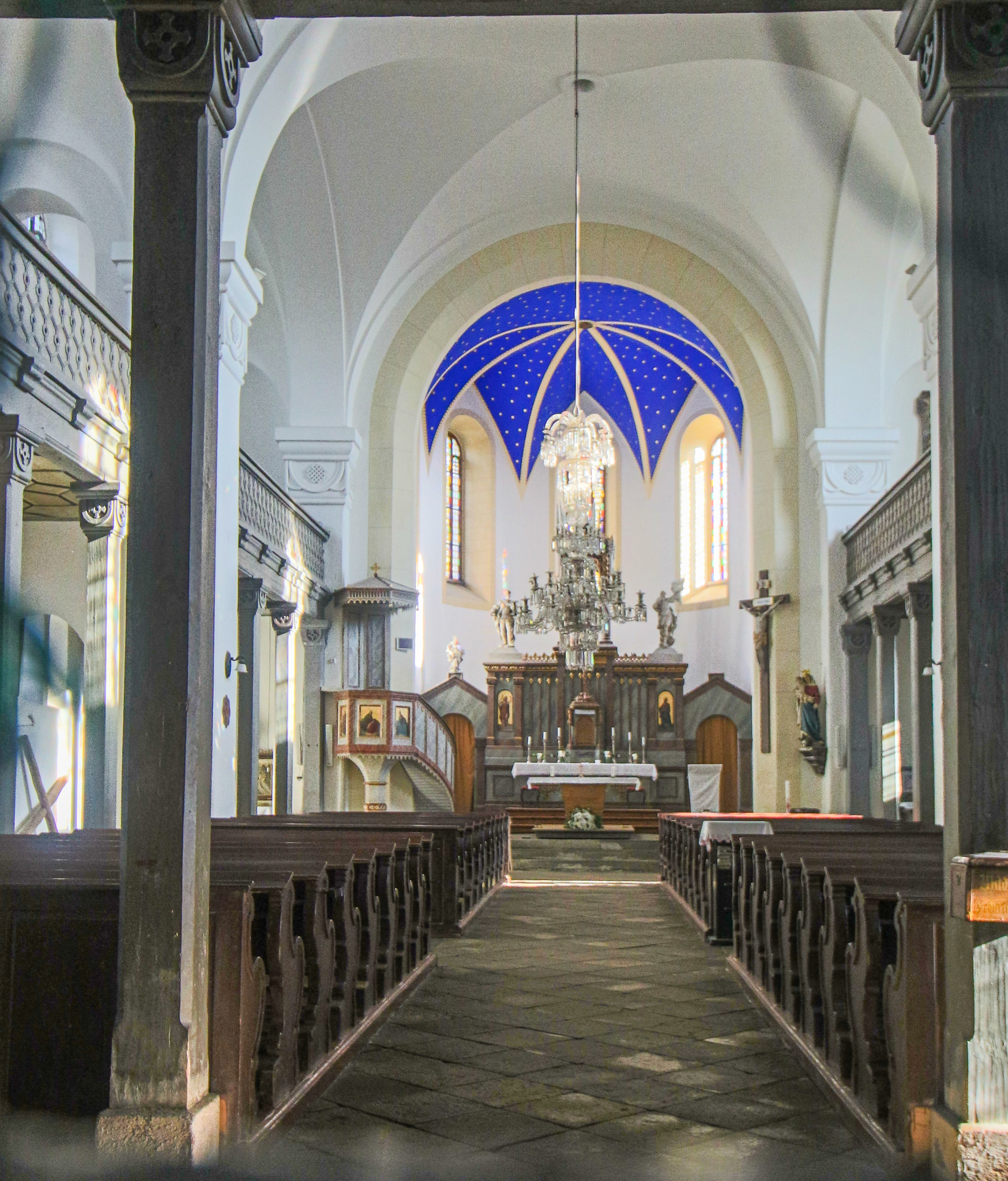
Hlavní loď kostela

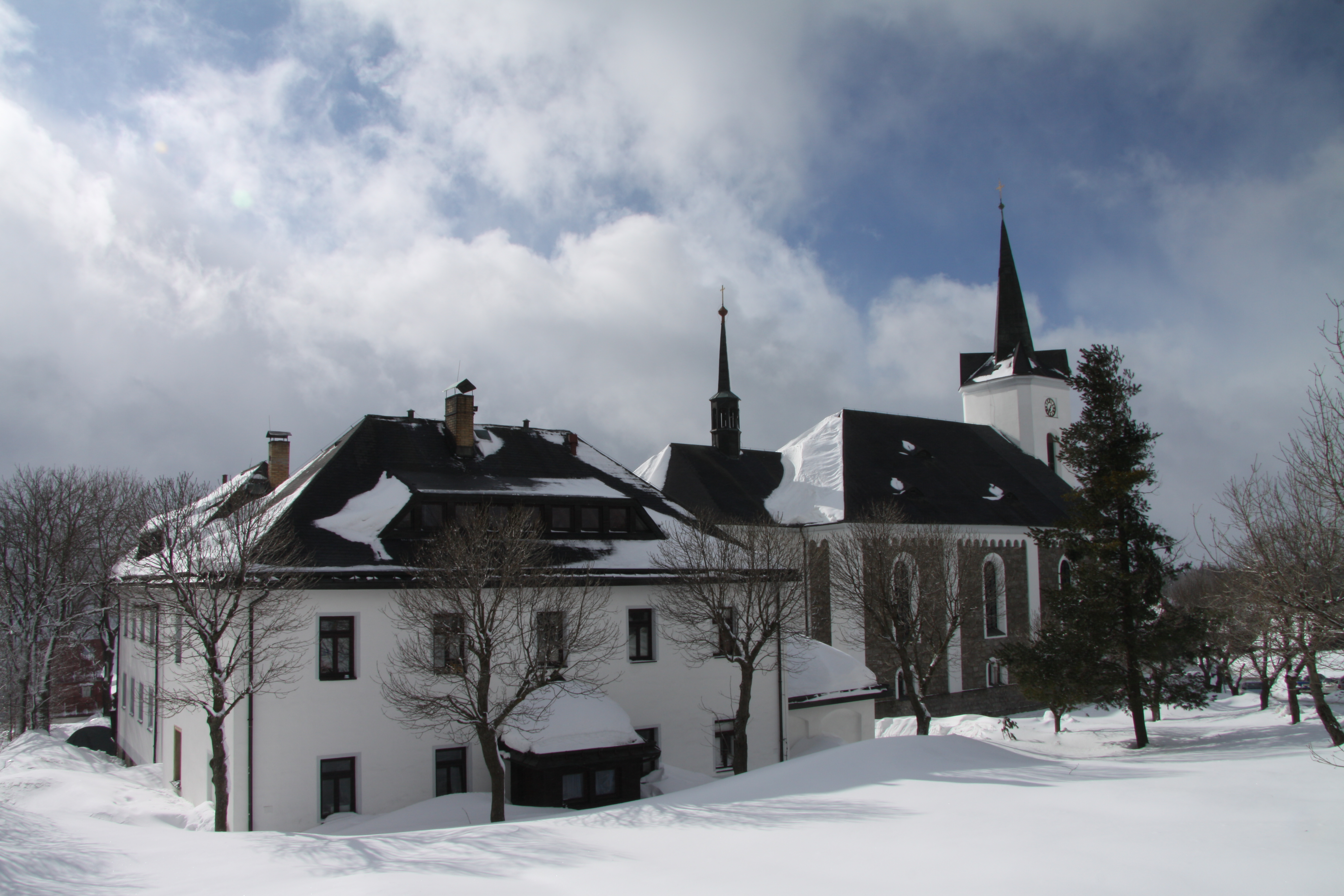
Fara a kostel sv. Víta v Příchovicích

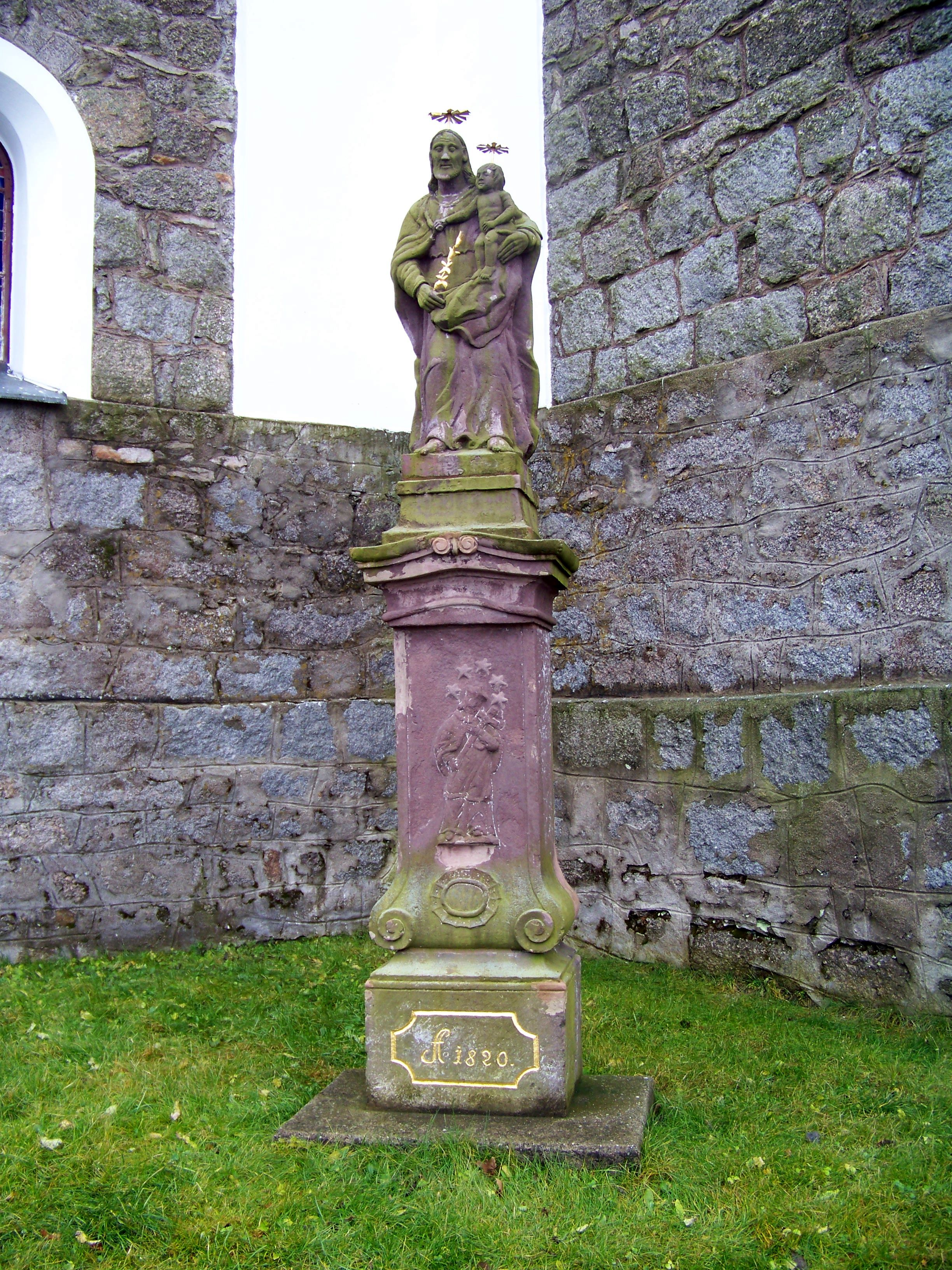
Socha sv. Josefa u příchovického kostela

Od roku 1690 byl v Příchovicích dřevěný kostel svatého Víta. V letech 1859–1862 byl podle návrhu architekta J. Pruvota zásadně přestavěn a znovu vysvěcen.

## Architektura
Jedná se o trojlodní baziliku s presbytářem, který je zevně polokruhově, uvnitř polygonálně uzavřený. Kostel má v západním průčelí hranolovou věž. Uvnitř jsou v trojlodí dřevěné tribuny položené na zděných pilířích. Trojlodí je sklenuto křížově, presbytář je sklenut kápěmi (klenební plochy).

## Zařízení
Na hlavním oltáři jsou barokní sochy z období kolem roku 1730. Oltář sv. Anny a oltář Bolestné Panny Marie jsou opatřeny sochami světců a světic. Křtitelnice je se skupinou Kristova křtu. Rokoková zpovědnice pochází ze 2. poloviny 18. století. Rokokový oltářní obraz sv. Víta je původní.

## Okolí kostela
Rekonstruovaná fara s přístavbou z roku 1993 slouží, v návaznosti na působení kněze Miroslava Šimáčka od roku 1979, též jako Interdiecézní centrum života mládeže Křižovatka Příchovice v duchu hnutí Fokoláre.
V okolí kostela stojí řada soch. Na okraji obce směrem k Tanvaldu je socha Panny Marie z počátku 19. století. Socha sv. Josefa z roku 1820 je s reliéfem sv. Jana Nepomuckého na sochu. Litinová socha sv. Jana Nepomuckého z roku 1880 stojí na kamenném podstavci. Socha Immaculaty pochází z roku 1880. Další sochy se nacházejí Na Světlé. Jedná se o sochu sv. Jana Nepomuckého z roku 1828, která má na soklu reliéfy sv. Václava, sv. Floriána a sv. Vavřince. Dále je Na Světlé socha sv. Jana Nepomuckého z roku 1778. V Pustinách je socha sv. Anny z roku 1847. V lese na staré cestě nad Příchovicemi je kříž, který má na podstavci kamenné reliéfy světců. Pochází z roku 1834.
V blízkém okolí Příchovic jsou četné drobné kaple a sochy. Na Světlé je asi pozdně barokní čtvercová kaple. Má obdélný portál. Uvnitř je kryta dřevěným stropem. Nachází se zde socha Piety a sv. Antonína. Jedná se o dřevěná lidová díla. V Pustinách je zřejmě pozdně barokní, čtvercová kaple. Je členěná lizénovým rámcem v průčelí a ukončená odstupněnou jehlancovou střechou. Vnitřek kaple je kryt dřevěným stropem. 
Při cestě do Polubného je též zřejmě pozdně barokní čtvercová kaple. Uvnitř je sklenuta valenou klenbou s lunetami.